# Куангчи (провинция)
Куангчи́ (вьет. Quảng Trị, тьы-ном 廣治) — провинция в центральной части Вьетнама. Административный центр — город Донгха.

## География и климат
Площадь составляет 4747 км². Провинция Куангчи расположена в наиболее узкой, центральной части Вьетнама. На востоке омывается водами Южно-Китайского моря, на западе граничит с Лаосом (граница по хребту Чыонгшон). Длина береговой линии — 75 км. Расстояние от провинции до Ханоя составляет около 600 км, до Хошимина — 1130 км.
Среднегодовая температура составляет 24 °С.

## Население
По данным на 2013 год численность населения составляет 665 130 человек. Население по данным на 2009 год — 597 985 человек.
Динамика численности населения провинции по годам:
| 1999    | 2005    | 2006    | 2013    |
| ------- | ------- | ------- | ------- |
| 572 921 | 621 713 | 625 800 | 665 130 |

## Административное деление
Административно Куангчи подразделяется на:
- город провинциального подчинения Донгха (Đông Hà),
- город Куангчи (Quảng Trị)

и восемь уездов:
- Камло (Cam Lộ);
- Конко (Cồn Cỏ);
- Дакронг (Đa Krông);
- Зёлинь (Gio Linh);
- Хайланг (Hải Lăng);
- Хыонгхоа (Hướng Hóa);
- Чьеуфонг (Triệu Phong);
- Виньлинь (Vĩnh Linh).

## Галерея

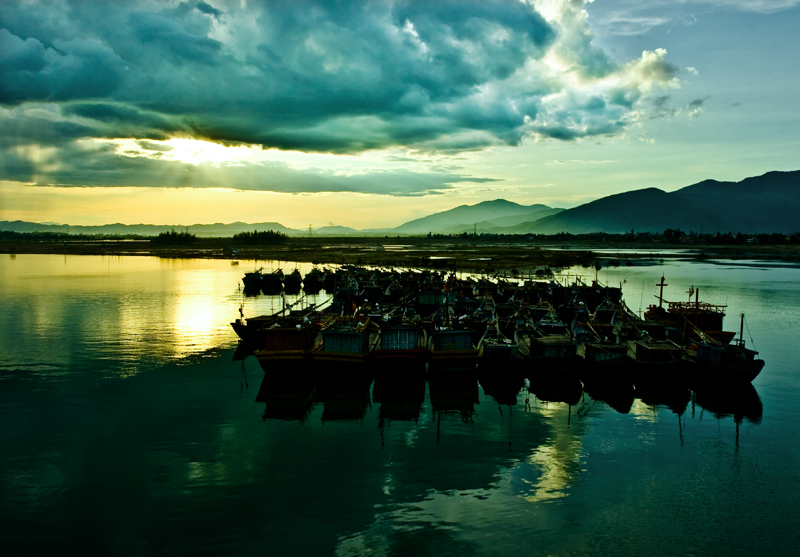
Река Хьенлыонг
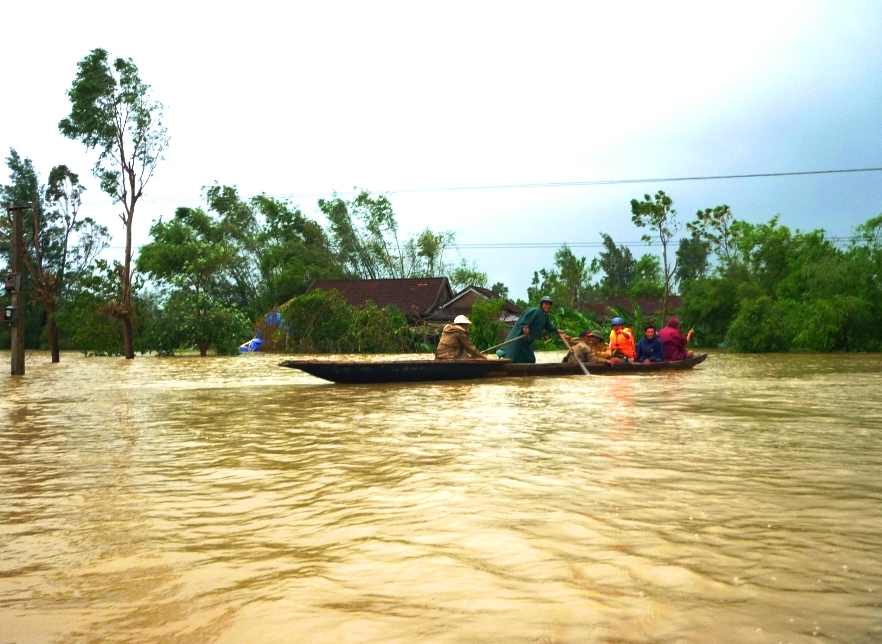
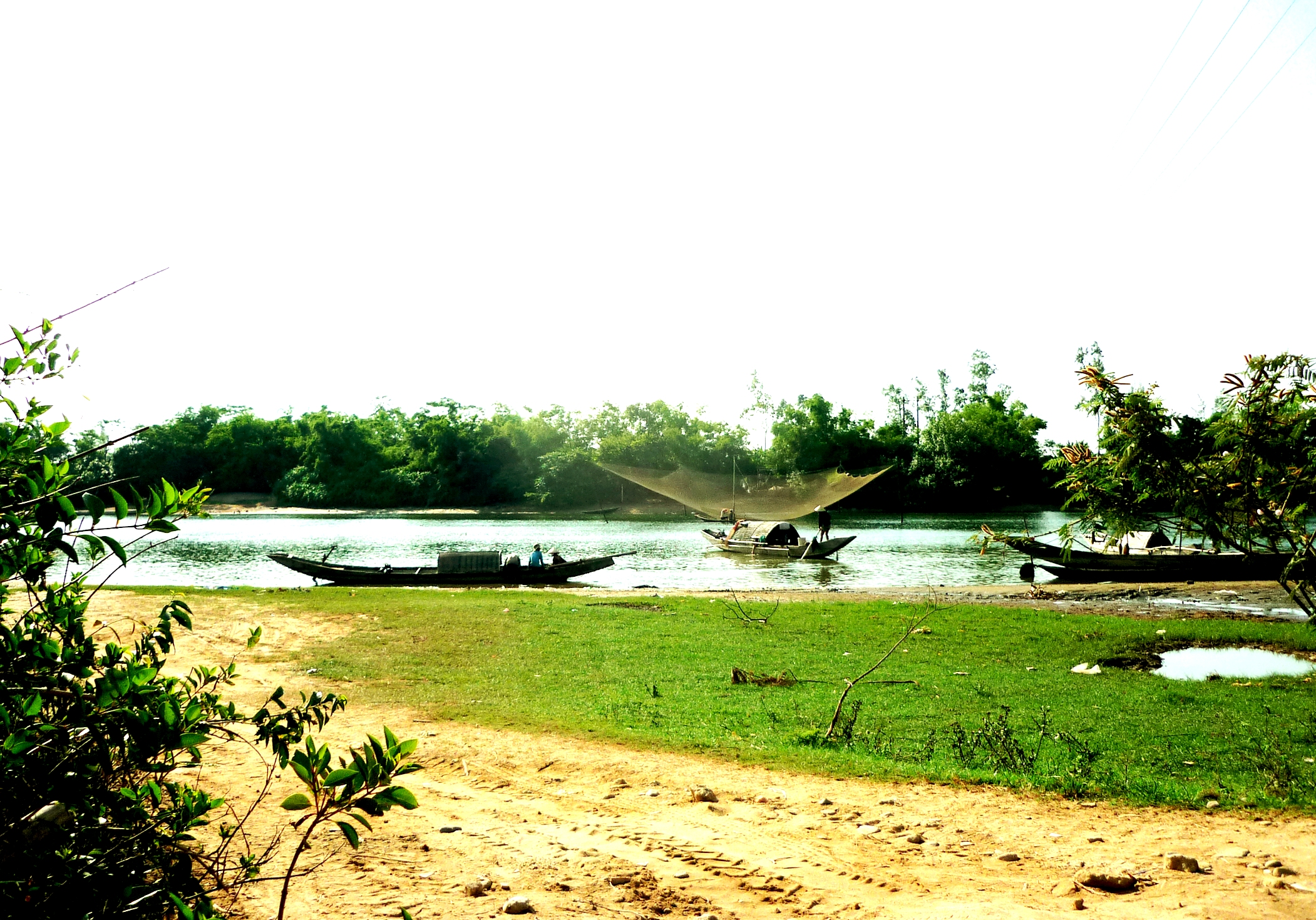